# 서울특별시동부교육지원청
서울특별시동부지원교육청(서울特別市東部敎育支援廳, Seoul Dongbu District Office of Education)은 서울특별시 동대문구와 서울특별시 중랑구를 관할하는 교육지원청이다.
교육장은 장학관으로 보한다.

## 관할 학교

### 동대문구
초등학교
| - 경희초등학교 - 서울군자초등학교 - 서울답십리초등학교 - 서울동답초등학교 - 서울배봉초등학교 - 서울삼육초등학교 | - 서울신답초등학교 - 서울안평초등학교 - 서울용두초등학교 - 서울이문초등학교 - 서울장평초등학교 - 서울전곡초등학교 | - 서울전농초등학교 - 서울전동초등학교 - 서울종암초등학교 - 서울청량초등학교 - 서울홍릉초등학교 - 서울홍파초등학교 | - 서울휘경초등학교 - 서울휘봉초등학교 - 은석초등학교 |

중학교
| - 경희여자중학교 - 경희중학교 - 대광중학교 - 동국대학교 사범대학 부속중학교 | - 동대문중학교 - 성일중학교 - 숭인중학교 - 장평중학교 | - 전농중학교 - 전동중학교 - 전일중학교 - 정화여자중학교 | - 청량중학교 - 휘경여자중학교 - 휘경중학교 |

### 중랑구
초등학교
| - 금성초등학교 - 서울동원초등학교 - 서울망우초등학교 - 서울면남초등학교 - 서울면동초등학교 - 서울면목초등학교 | - 서울면북초등학교 - 서울면일초등학교 - 서울면중초등학교 - 서울묵동초등학교 - 서울묵현초등학교 - 서울봉화초등학교 | - 서울상봉초등학교 - 서울새솔초등학교 - 서울신내초등학교 - 서울신묵초등학교 - 서울신현초등학교 - 서울원묵초등학교 | - 서울중곡초등학교 - 서울중랑초등학교 - 서울중목초등학교 - 서울중화초등학교 - 서울중흥초등학교 |

중학교
| - 동원중학교 - 면목중학교 - 봉화중학교 - 상봉중학교 | - 송곡여자중학교 - 신현중학교 - 영란여자중학교 - 용마중학교 | - 원묵중학교 - 장안중학교 - 중랑중학교 | - 중화중학교 - 태릉중학교 - 혜원여자중학교 |

## 같이 보기
- 대한민국 교육부